# Romansa u Seattleu
Romansa u Seattleu (engl. "Sleepless in Seattle") je američka romantična komedija iz 1993. godine. Jedan je od komercijalno najuspješnijih filmova devedesetih. Nora Ephron je bila nominirana za nagradu BAFTA i Oscar za najbolji originalni scenarij, dok je pjesma "A Wink and a Smile" također bila nominirana za Oscara. Meg Ryan i Tom Hanks su za svoje izvedbe bili u konkurenciji za Zlatne globuse. 

## Radnja
Sam Baldwin je čikaški arhitekt koji, nakon što mu supruga Maggie umre od raka, odseli s 8-godišnjim sinom Jonahom u Seattle kako bi započeo novi život. Godinu i pol dana kasnije, na Badnju večer, Jonah nazove nacionalni radio i uvjeri svog bezvoljnog oca da ispriča voditeljici koliko mu nedostaje Maggie. Među stotinama žena čitave države koje su čule njegovu priču i slali pisma, novinarka Annie Reed, također dirnuta, napiše mu pismo da ju upozna na Empire State Buildingu na Valentinovo, potaknuta filmom Nešto za sjećanje, ali kako oklijeva poslati, njezina prijateljica i cimerica, urednica novina Becky, to učini umjesto nje i šalje je u Seattle. 
Sam u međuvremenu počne izlaziti sa svojom suradnicom Victorijom, koja se Jonahi ne sviđa. Jonah prima Annieno pismo i svidi mu se, no ne uspijeva uvjeriti oca da ju upozna u New Yorku. Tada Jonah, na nagovor prijateljice Jessice, šalje pismo kojim joj dogovara sastanak s njim kako je napisala. Sljedećeg dana, nakon što je Sam ispratio Victoriju na aerodrom, ugleda Annie, očaran njome, iako ne zna za nju. Annie prilikom boravka u Seattleu potajno promatra Sama i Jonahu kako se igraju na plaži zajedno sa Samovom sestrom, misleći da mu je ona zapravo djevojka. Tada se odluči vratiti u New York, razočarana, a prije toga ju Sam prepozna i nakratko se pozdrave nasred ceste pored plaže. 
Vraća se u New York, još uzrujana i žaleći se Becky da je napravila budalu od sebe i da je put bio uzaludan. Za to vrijeme, Sam se sprema otići Victoriji, a Jonah želi da upozna Annie, dok ovaj to i dalje odbija. Ujutro, Jonah pobjegne u New York pronaći Annie na Empire State Buildingu, a Sam, koji je izvan sebe, slijedi ga i pronalazi pored promatračnice. Dotada je Annie raskinula zaruke s dečkom Walterom, objasnivši mu da ga ne zaslužuje. 
Zatim odlazi na Empire State Building na promatračnicu. Ondje pronalazi Jonahovu torbu s plišanim medvjedićem, po kojeg su se on i Sam vraćali po njega te se susreću s njom, po prvi put, zajedno. Sam joj ponudi ruku i krenu spuštati se dizalom. U zadnjoj sceni, prikazuje se srce na ekranu na Empire State Buildingu za sretan kraj.

## Vanjske poveznice
- [neaktivna poveznica]